# Società maya
La società maya ha in comune molti aspetti con le altre società mesoamericane per via dell'alto grado di interazione e diffusione culturale presente in tutta la regione. Anche se la scrittura e le prime nozioni calendariali nell'America centrale non originano con i maya, la scrittura e il calendario maya furono tra i più evoluti del Nuovo Mondo. Influenze culturali maya si possono identificare anche in luoghi molto lontani dai nuclei originari come il Messico centrale, distante più di 1000 chilometri dalle città maya. Analogamente, molte influenze esterne si scorgono nell'arte e nell'architettura in particolare nel periodo postclassico. Questi elementi di fusione sembra abbiano avuto origine da scambi culturali e commerciali più che da conquiste esterne.

## Organizzazione politica
Nel periodo classico l'organizzazione politica dei maya era costituita da un piccolo regno (ajawil, ajawlel, ajawlil) governato da un re ereditario detto ajaw e in seguito k'uhul ajaw. I termini maya per identificare "regno" e "re" compaiono nei primi testi scritti in epoca coloniale dove hanno lo stesso significato dei termini utilizzati da Aztechi e Spagnoli per indicare i re e i rispettivi regni.. Questi regni erano costituiti di solito da città con valore di capitale politica a cui erano annessi sobborghi e città minori vicine costituendo quella che si potrebbe definire una Città-Stato. Sono esistiti anche regni più grandi che controllavano estesi territori che includevano regni minori che erano stati assoggettati. L'esteso territorio controllato dalle città di Tikal e Caracol ne sono un esempio.
Ogni regno aveva un proprio nome che non corrispondeva necessariamente a tutte le località incluse nel proprio territorio. La sua identità sostanzialmente era costituita da un'unità politica associata ad una dinastia di governanti. Ad esempio il sito archeologico di Naranjo era la capitale del regno di Saal. Il territorio del regno e la sua capitale sono stati chiamati Wakab'nal o Maxam e facevano parte di una più ampia entità geografica conosciuta come Huk Tsuk. È interessante notare che a dispetto delle guerre che talora producevano cambiamenti nella leadership dei governi locali, la maggior parte dei regni non sono mai scomparsi dalla cartina politica fino al collasso dell'intero sistema nel IX secolo. A questo proposito, i regni maya del periodo classico erano molto simili a quelli che i conquistatori spagnoli trovarono al loro arrivo nello Yucatán e nel Messico centrale: alcuni microstati erano entrati sotto il controllo di centri più grandi in seguito a conquista in guerra e/o fusioni di dinastie, tuttavia sussistevano come subunità distinte.

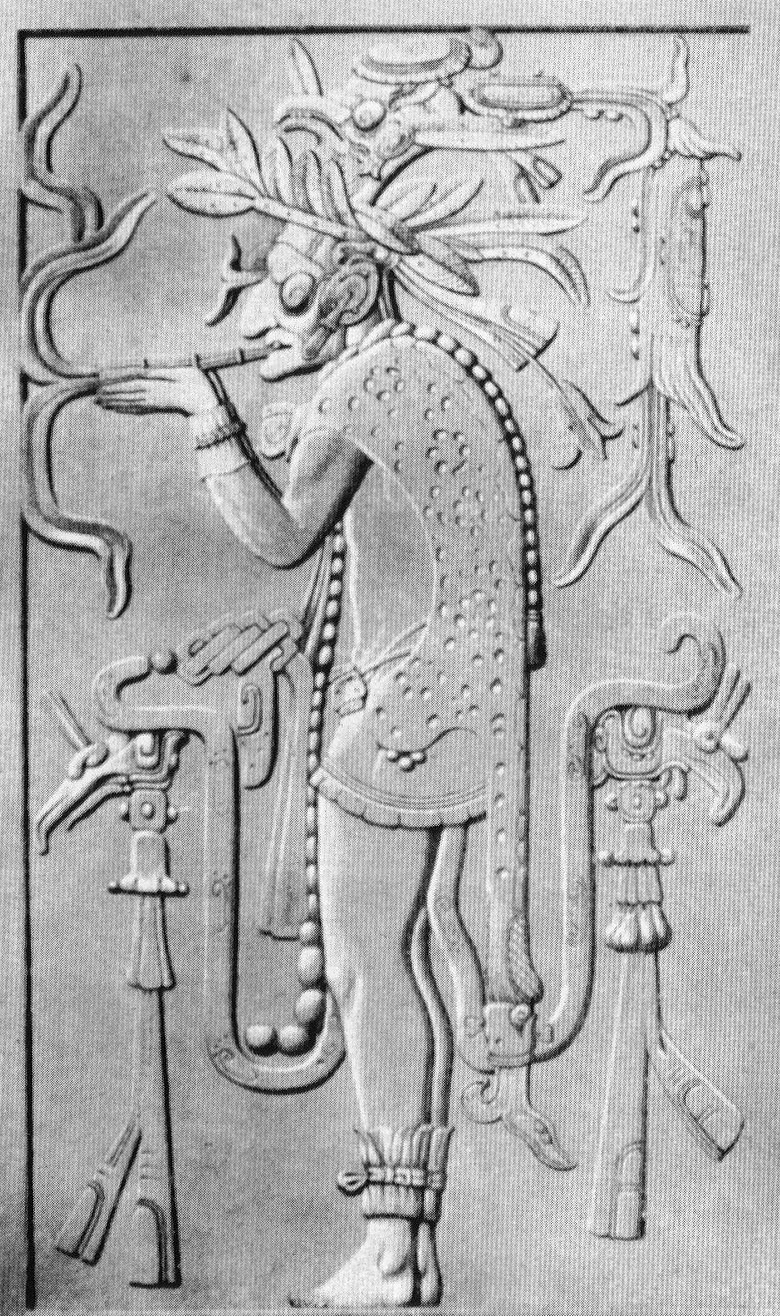
Un sacerdote maya che fuma.

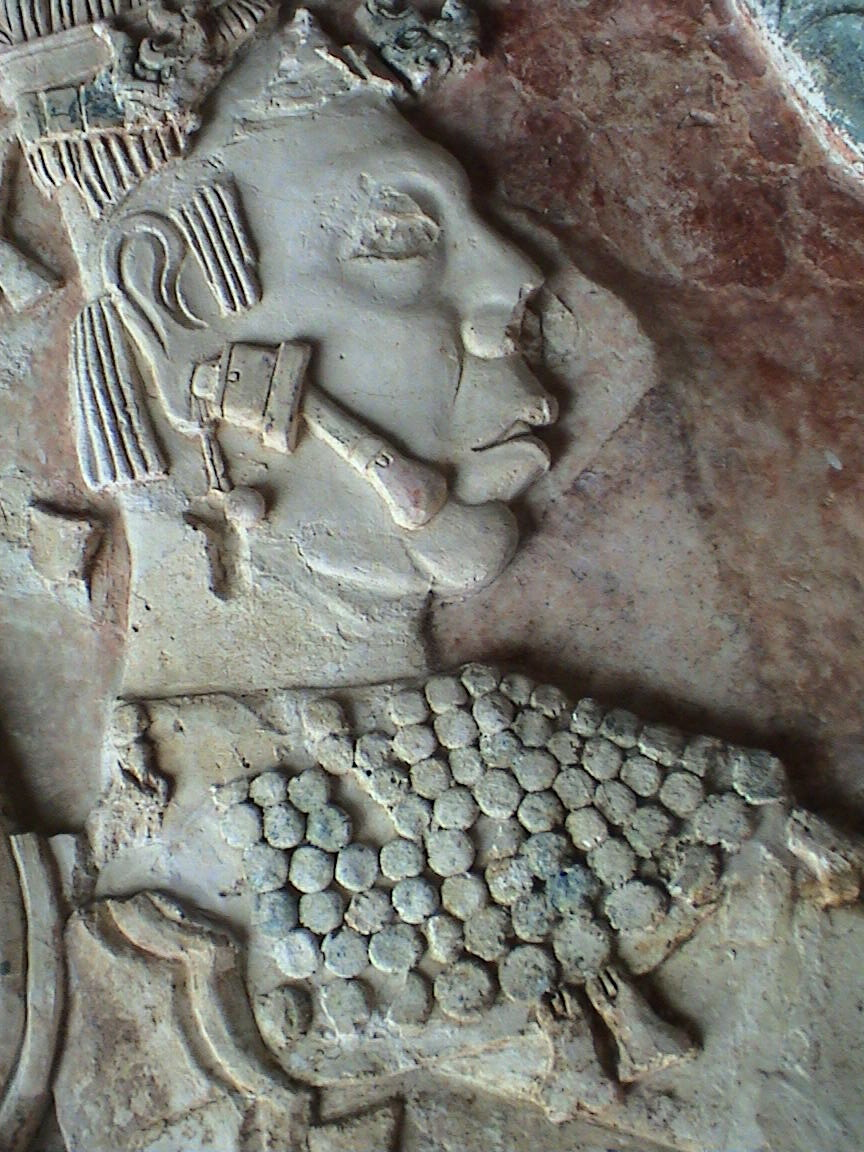
Bassorilievo conservato al museo del sito di Palenque.

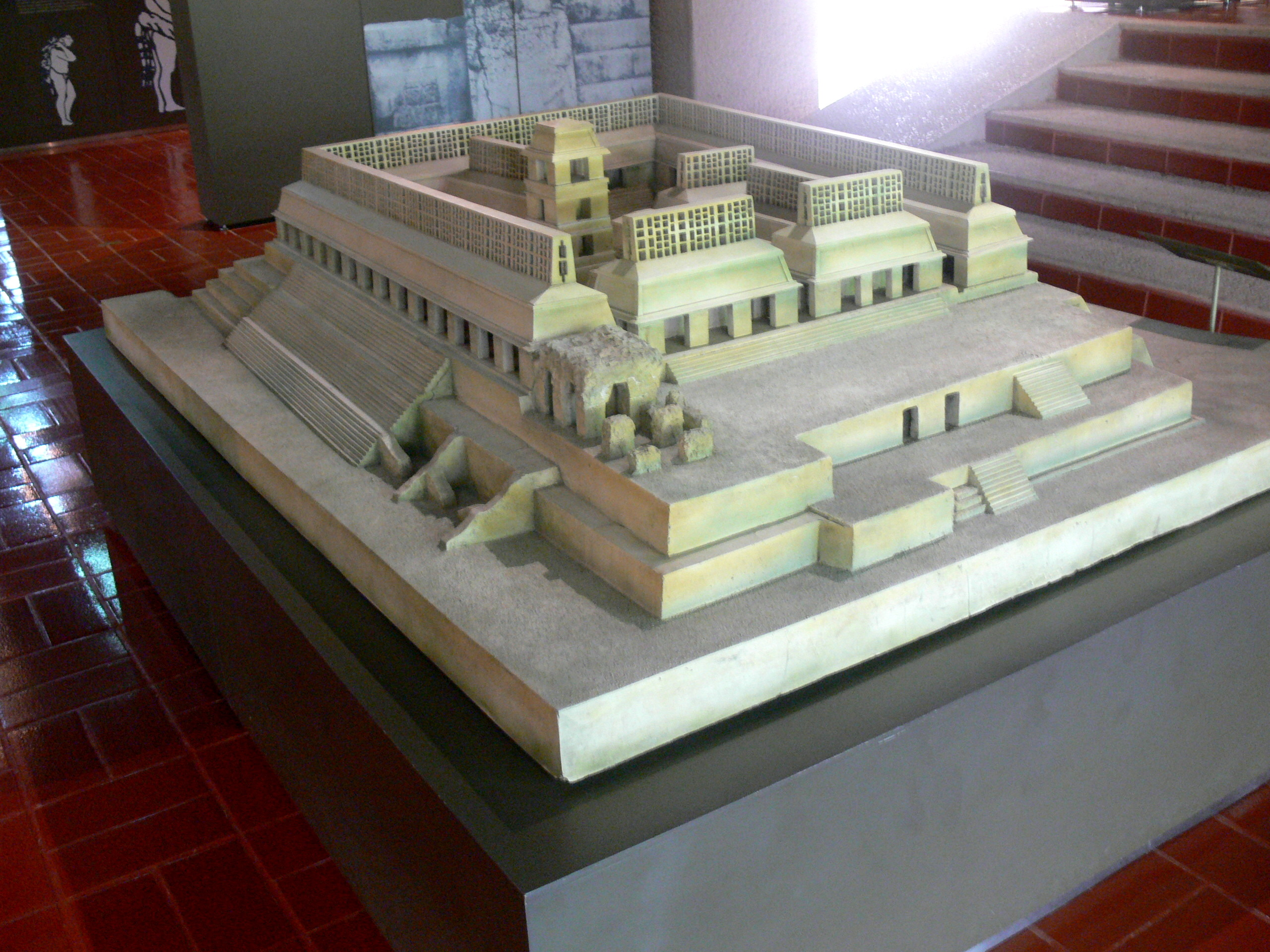
Ricostruzione del palazzo reale di Palenque (modellino in scala).

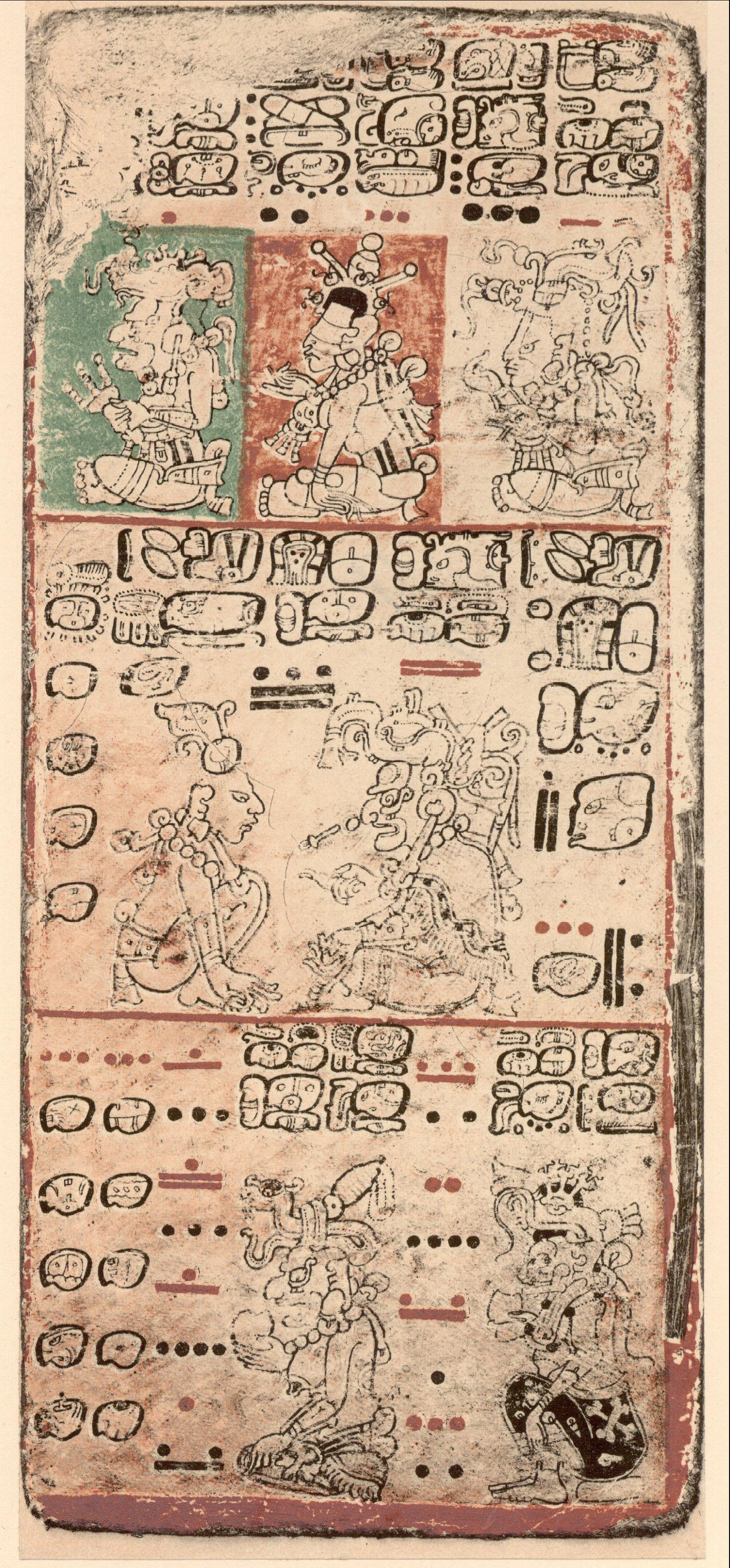
Codice Dresda (pagina 9) rappresentante l'osservazione di Venere. Il codice è composto da 72 pagine ripiegate a fisarmonica; le dimensioni dell'opera sono cm 350x20x9.

Presso gli studiosi maya è sempre più accreditato il cosiddetto "modello di corte" delle società maya classiche che mette l'accento sulla centralità della stirpe reale ed in particolare sulla persona del re. Questo approccio considera la totalità degli spazi monumentali maya come espressione delle diverse attività della dinastia reale: spazi e luoghi (incluse le dimore delle famiglie reali e dei nobili, stanze del trono, templi, sale e piazze per le cerimonie pubbliche) servono a istituzionalizzare e rendere riconoscibili il potere e le gerarchie sociali ma anche a produrre e diffondere valori morali ed estetici atti a definire l'assetto dell'intera società.
Le fonti spagnole descrivono invariabilmente persino i più grandi insediamenti maya nello Yucatán e in Guatemala come isolati agglomerati di abitazioni raggruppate attorno ai templi e palazzi della dinastia dei regnanti e dei nobili minori. Sebbene esistesse una specializzazione economica tra i centri maya del periodo classico (ad esempio Chunchucmil appare come un centro commerciale non soggetto a nessuna dinastia) questo modello di crescita non si impose come ad esempio presso gli Aztechi la cui capitale Tenochtitlán era un grosso centro diviso in diverse aree amministrative. Alcuni studiosi sostengono che le città maya non fossero dei centri urbani veri e propri ma conglomerati strutturati e concepiti come enormi tenute reali ossia il luogo delle attività amministrative e rituali della corte. Secondo questo modello teorico, i centri maya erano lo scenario dove le classi nobili privilegiate potevano esercitare ruoli sacri, dove i valori estetici dell'alta cultura venivano formulati e diffusi e dove si svolgevano riti e cerimonie. Le città maya erano centri autodeterminati e origine di ordine sociale, morale e cosmico. La fine di una corte reale, come nel caso ben documentato di Piedras Negras o Copán, avrebbe causato l'inevitabile scomparsa dell'insediamento associato.

## Arte Maya
Molti considerano l'arte del periodo classico (200 - 90 d.C.) la più sofisticata dell'antico Nuovo Mondo. Le sculture e i bassorilievi in stucco a Palenque e la produzione di statue di Copán esibiscono un'accurata attenzione nella rappresentazione della forma umana. Per quanto riguarda la pittura del periodo classico, i pochi esempi giunti ai nostri giorni sono costituiti da decorazioni su ceramica, in particolare vasellame destinato alle tombe dei re. Tuttavia un edificio a Bonampak conserva antichi murales sopravvissuti per fortunose coincidenze. In seguito alla decodificazione della scrittura maya si è scoperto che i Maya erano una delle poche civiltà dove gli artisti firmavano le proprie opere.

## Architettura
Originale e spettacolare come l'architettura dell'antica Grecia o della Roma imperiale, l'architettura maya si è evoluta nel corso di migliaia di anni; tuttavia sono sopravvissute soltanto le spettacolari piramidi a gradini: costituite da più livelli, della fine del periodo pre-classico in poi, esse caratterizzavano quella che - ad un esame aerofotogrammetrico di tipo digitale condotto di recente - appare come un'urbanizzazione assai estesa delle pianure mesoamericane.

## Tecnologia
La civiltà maya è considerata come la più tecnologicamente avanzata di tutte le civiltà precolombiane nelle Americhe. Può essere classificata come civiltà dell'età della pietra: nel XVI secolo, all'arrivo dei conquistadores, erano cominciate le prime sperimentazioni con i metalli. L'assenza nel Nuovo mondo di animali da traino (come i cavalli, gli asini e i buoi addomesticati nel vecchio mondo) e di mezzi con ruote spiegherebbe la necessità di avere strade lastricate. L'ossidiana, una vetro vulcanico, veniva impiegata per costruire utensili taglienti e scalpelli in virtù della sua durezza e resistenza alla frattura.

## Scrittura e alfabetizzazione
Il sistema di scrittura Maya (spesso chiamato geroglifici per la superficiale somiglianza alla scrittura dell'antico Egitto) era un insieme di simboli fonetici e logogrammi. Sovente viene classificato come un sistema di scrittura logosillabico in cui prevalgono i segni sillabici. È l'unico sistema di scrittura di epoca pre-colombiana del Nuovo mondo cui si riconosce la proprietà di rispecchiare fedelmente la lingua parlata della relativa comunità. È costituito da più di mille glifi differenti, sebbene alcuni siano delle varianti di uno stesso segno o significato; molti appaiono solo raramente o sono specifici di alcune località geografiche. In ogni località e periodo è verosimile che fossero in uso non più di 500 glifi di cui circa 200 (varianti incluse) avevano un corrispettivo fonetico o sillabico. Le iscrizioni più antiche in caratteri identificabili come maya vengono datate intorno al 200-300 a.C. Altri sistemi di scrittura più antichi di cui si ha notizia nel centroamerica vennero sviluppati dai Zapotechi e forse dagli Olmechi; in particolare è oggetto di studi una forma di scrittura denominata scrittura epi-olmeca o istmiano che alcuni ricercatori ipotizzano essere una forma di transizione tra la scrittura olmeca e quella maya; mancando però esempi attendibili di scrittura olmeca, la questione resta per ora insoluta. Il 5 gennaio del 2006 il National Geographic pubblicò uno studio di alcuni scritti Maya risalenti probabilmente al 400 a.C. secondo cui dunque il sistema di scrittura Maya è quasi contemporaneo al più antico conosciuto che è quello degli Zapotechi.
Nel corso dei secoli i maya hanno sviluppato la loro scrittura in una forma di gran lunga più complessa e completa di ogni altra ritrovata finora nelle Americhe. 
La scrittura maya è stata in uso dagli esordi fino all'arrivo dei conquistatori spagnoli, con apice durante il periodo classico (200 - 900 d.C.). Sebbene molti centri maya andarono in declino o furono abbandonati completamente, durante o dopo tale periodo l'utilizzo e la diffusione della scrittura maya persistette in alcuni segmenti della popolazione e i primi spagnoli conobbero maya che sapevano ancora leggere e scrivere la loro lingua originale. Purtroppo gli spagnoli mostrarono scarso interesse nei confronti di questi aspetti etno-antropologici e come risultato del tremendo impatto che l'invasone ebbe sulle società maya, la conoscenza della scrittura fu in seguito perduta probabilmente nell'arco di un paio di generazioni soltanto. 

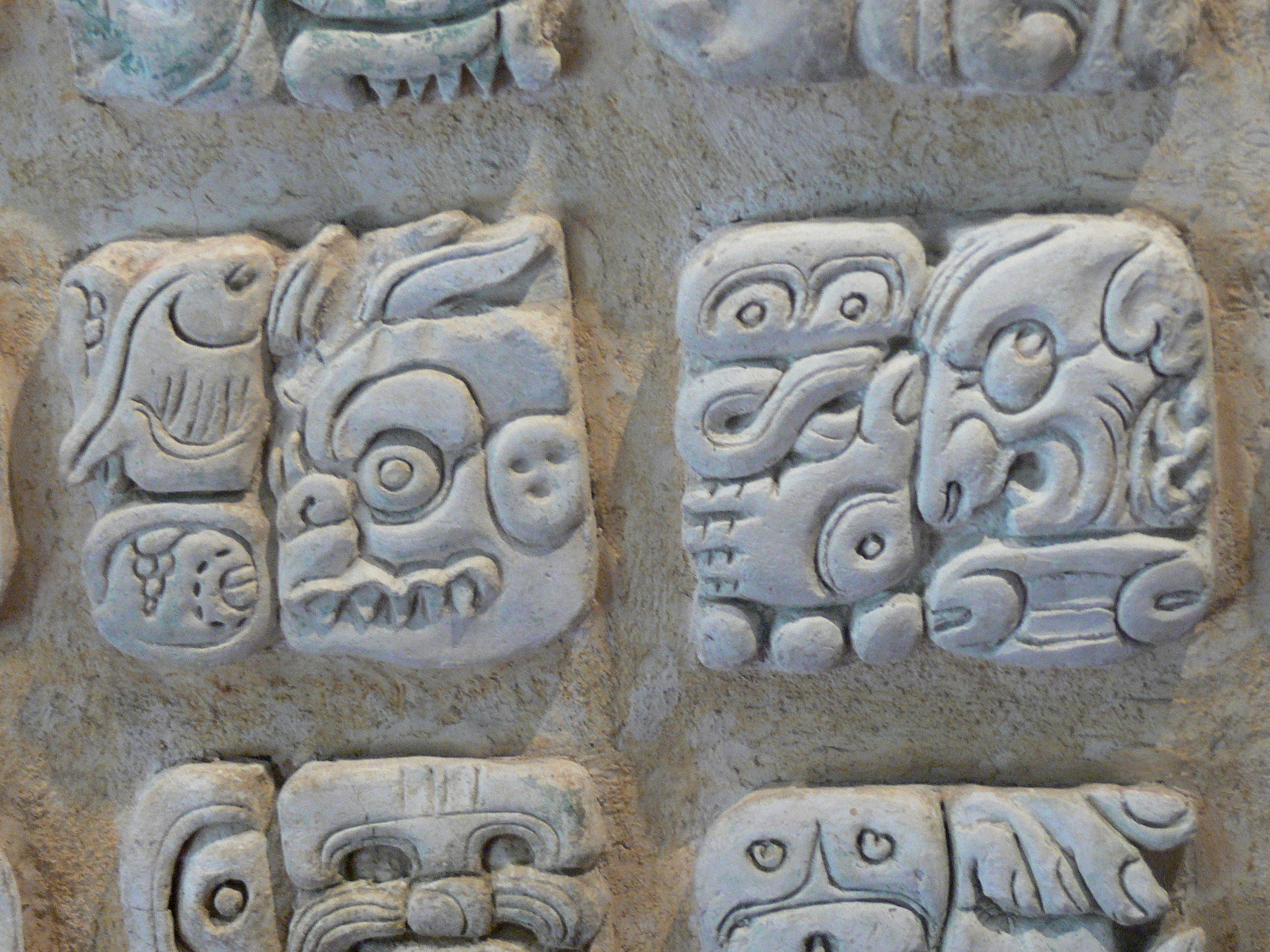
Glifi.

Una stima approssimativa attesta a circa 1000 i singoli testi scritti che sono stati finora conservati, la maggior parte incisi o dipinti su monumenti in pietra, architravi, steli e vasellame di ceramica. La civiltà maya produsse anche una grande quantità di testi scritti su una carta di pregevole fattura chiamata amatl, prodotta a partire dallo strato interno della corteccia di talune specie di alberi di fico, ripiegata a formare una sorta di libro, detto codice. Poco dopo la conquista i preti spagnoli, tra cui il vescovo Diego de Landa,  ordinarono la distruzione di tutti i testi scritti su carta dei Maya. Sono sopravvissuti solo 3 codici: il Codice di Dresda, il Codice di Parigi e il Codice di Madrid tra questi solo il primo si presenta in buono stato e con gran parte delle pagine originarie. Un quarto codice, il Codice Grolier, la cui autenticità è contestata da una piccola parte di studiosi, è composto di poche pagine.
Le ricerche archeologiche sui siti maya hanno portato alla luce altri frammenti, pezzetti rettangolari di stucco e brandelli dipinti che dovevano appartenere a codici. Questi preziosi rinvenimenti composti frequentemente da materiale organico deteriorato, sono comunque troppo logori per potervi ricavare qualche iscrizione.
La comprensione della scrittura e il recupero delle conoscenze maya è stato un processo lungo e laborioso. Alcuni elementi sono stati inizialmente decifrati tra la fine del XIX e l'inizio del XX secolo, soprattutto le parti che hanno a che fare con la numerazione, i calendari e l'astronomia. Gli studi più innovativi cominciarono negli anni 50 e 70 e hanno in seguito conosciuto un rapido sviluppo. Dalla fine del XX secolo gli studiosi sono stati in grado di leggere quasi completamente la maggior parte dei testi Maya e gli sforzi continuano in tal senso.
In riferimento ai pochi scritti maya pervenuti ai giorni nostri, Michael D. Coe, un illustre linguista ed epigrafista dell'Università di Yale ha affermato: 
(Michael D. Coe)
La maggior parte delle scritture superstiti di epoca pre-colombiana sono quelle che si ritrovano su steli e altre pietre scolpite nei siti Maya, molti dei quali erano stati già abbandonati quando arrivarono gli spagnoli. Le diciture presenti sulle steli danno testimonianza soprattutto delle dinastie che si succedettero al potere e delle guerre dei governanti locali. Sono da menzionare anche le iscrizioni che riferiscono indicazioni sulla vita delle donne. Gran parte del resto dei geroglifici Maya si è conservato grazie al vasellame dei corredi funerari molti dei quali descrivono la vita dell'oltretomba.

### Strumenti di scrittura
Anche se nei siti archeologici non sono stati trovati utensili, lo studio della produzione artistica maya avvalora l'ipotesi che si utilizzassero pennelli fatti di pelo e penne. I testi redatti in formato di codice erano di solito scritti con inchiostro nero e sottolineature rosse, caratteristica per cui gli Aztechi chiamavano il territorio maya "La terra del rosso e del nero".

### Scriba
Gli scriba hanno occupato una posizione di rilievo nelle corti maya ed avevano una loro divinità protettrice zoomorfa (Scimmia urlatrice). È probabile che fossero organizzati in strutture gerarchiche. Probabilmente appartenevano a famiglie aristocratiche ed alcuni di loro si crede prestassero servizio nei templi, forse come sacerdoti; altri venivano integrati nelle famiglie reali. Le rappresentazioni artistiche maya spesso raffigurano i regnanti con ornamenti che erano propri degli scriba o caratteristici di chi sapeva scrivere, ad esempio gruppi di penne nei copricapo; inoltre conchiglie o boccette di terracotta contenenti inchiostro sono state trovate accanto a regnanti maya nelle loro sepolture.

### Alfabetizzazione
Sebbene il numero di logogrammi e fonemi necessari ad esprimersi compiutamente fosse vicino al centinaio, l'alfabetizzazione non sempre era estesa al di fuori delle élite nobili. Graffiti scoperti in vari contesti non nobili come ad esempio diciture incise su pentole per il fuoco, mostrano tentativi maldestri di imitare la scrittura.

## Matematica e astronomia

Numerazione secondo i Maya

Similmente alle altre civiltà mesoamericane, presso i Maya era in uso un sistema di numerazione vigesimale, originato dall'utilizzo delle dita delle mani e dei piedi, e quinario ossia in base 5, quante sono le dita della mano. Svilupparono indipendentemente il concetto di zero intorno al 400 d.C. (in Europa la nozione di zero comparve nel XII secolo). Nelle iscrizioni i numeri si trovano da soli in date così lunghe che occupano diverse righe per essere scritte oppure qualche volta in somme algebriche lunghe centinaia di righe. I Maya operarono accurate indagini astronomiche: i loro diagrammi sull'osservazione e previsione dei movimenti della Luna, del Sole e di alcuni pianeti sono di qualità sovrapponibile o superiore a qualunque altra civiltà che abbia studiato il cielo a occhio nudo.
In comune con le altre civiltà mesoamericane i Maya utilizzarono una misurazione estremamente accurata dell'anno solare, di gran lunga più precisa di quella impiegata in Europa come base del Calendario gregoriano. Ciononostante,  per uno dei loro calendari i Maya utilizzarono un anno di 365 giorni esatti con un errore di un giorno ogni quattro anni, che avrebbe prodotto con il tempo uno sfasamento nella previsione delle stagioni. Non esistono prove che i Maya utilizzassero anni bisestili, tuttavia è probabile che i Maya conoscessero questo errore e si regolassero di conseguenza nella previsione delle stagioni.

## Agricoltura
Gli antichi Maya disponevano di differenti e sofisticati metodi per la produzione di alimenti. Si è ritenuto per molto tempo che la coltivazione su debbiato (Shifting cultivation) fornisse la maggior parte degli alimenti impiegati dai Maya nella loro dieta; oggi si pensa invece che per sostentare l'abbondante popolazione del periodo classico in alcune aree venissero utilizzate colture permanenti, terrazzamenti, coltivazioni forestali, campi a maggese, raccolta di specie spontanee. Fotografie aeree dimostrano la presenza di campi sopraelevati e canali per l'irrigazione; la composizione attuale della foresta pluviale è particolarmente abbondante di specie che avevano un elevato valore economico presso gli antichi maya; lo studio dei pollini nel sedimento dei laghi lasciano pensare che mais, manioca, semi di girasole, cotone, e altre specie utili siano state coltivate in America centrale almeno fin dal 2500 a.C. I Maya coltivavano patate dolci, cacao, fagioli.
Le popolazioni Maya contemporanee praticano molte di queste forme tradizionali di agricoltura anche se i cambiamenti culturali, economici e climatici e la disponibilità di fertilizzanti sintetici e pesticidi stanno pian piano modificando queste consuetudini.

## Guerra
I Maya hanno utilizzato lo strumento della guerra in ogni periodo del loro sviluppo per ottenere vittime sacrificali, per risolvere le controversie con città rivali, per avere accesso a risorse naturali di importanza critica e per ottenere il controllo sul territorio delle vie del commercio. Le operazioni militari erano importanti per la religione Maya poiché le incursioni sui territori circostanti assicuravano le vittime per i sacrifici umani e gli schiavi per la costruzione dei templi. Conflitti su vasta scala furono condotti per decidere della proprietà di territori e difenderli e per consolidare il potere economico. 
La giungla del centroamerica rendeva particolarmente difficoltosa l'avanzata di grandi eserciti. I guerrieri che conoscevano bene il territorio su cui si svolgeva la battaglia potevano trovare momentaneo rifugio in anfratti.  Altre tattiche di guerra consistevano nell'assedio di città, eventualmente stringendo alleanze con i nemici minori per combattere gli eserciti più potenti dei nemici comuni. Esistono evidenza che le città situate in prossimità di laghi e fiumi venissero raggiunte dai soldati tramite imbarcazioni simili alle canoe.  Nel tardo periodo classico, modalità belliche particolarmente demolitive come l'incendio divennero prevalenti sulle altre.
I maya proteggevano le proprie città con fortificazioni come ad esempio palizzate, accessi sorvegliati, terrapieni. Alcune città erano dotate di cinte murarie doppie in modo che l'avanzata dei nemici venisse costretta in corridoi nei quali avvenivano dei veri e propri massacri. Durante il periodo post-classico, a causa della maggiore frammentazione politica del territorio, le guerre interne si moltiplicarono considerevolmente;  gli eserciti furono accresciuti e talvolta venivano assoldati mercenari.  La distruzione di molti centri urbani maya che seguì a questi periodi di tumulto e guerre contribuì al declino dell’intera civiltà.

### Organizzazione militare
Il sovrano di una città maya era il comandante supremo dell'esercito.  Alcuni re semplicemente dettavano la politica militare, altri invece partecipavano in prima persona alle battaglie. Vi erano gruppi scelti di guerrieri che prestavano servizio per un anno in cambio di vittime sacrificali; le città più grandi e i centri religiosi invece possedevano nella maggior parte dei casi una propria milizia. I soldati venivano pagati per la durata del loro servizio in battaglie al termine delle quali tornavano al loro lavoro di contadini o artigiani. Le varie unità militari di uno stesso esercito erano guidate da diversi nacom ossia una sorta di generale ereditario che decideva la strategia e i rituali da impiegare nel condurre un'azione militare. Alcuni nacom avevano solo funzioni di stratega e le truppe venivano capeggiate da batab oppure da altri ufficiali. Durante le guerre più importanti anche i comuni cittadini combattevano utilizzando armi da caccia e scagliando pietre. Nelle regioni montuose, talvolta anche le donne combattevano le battaglie, secondo le cronache dei nativi.

### Ritualità della guerra

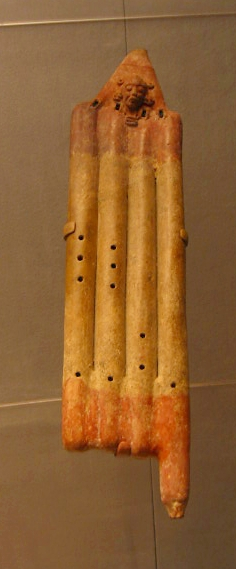
Flauto di ceramica proveniente da Jaina.

Le guerre avevano anche significato rituale poiché i Maya pensavano che fossero approvate o comunque soggette al giudizio delle divinità. I capi militari, in molti casi, avevano anche autorità religiosa. Prima di cominciare i combattimenti, i soldati invocavano la protezione degli dei con danze, canti e musiche suonate con tamburi, fischietti, corni fatti con gusci di conchiglie. Tamburi e grida di guerra davano inizio agli scontri. I soldati trasportavano sul campo di battaglia anche simboli religiosi per spronare e ispirare i compagni. I maya affrontavano il nemico con fierezza e ferocia poiché credevano che perire sul campo di battaglia assicurasse loro l'eterna beatitudine mentre l'essere catturati dai nemici era considerata la peggiore delle morti. L'esercito che vinceva una battaglia violava le effigi sacre della compagine sconfitta e talvolta umiliava i leader avversari costringendoli in lunghe prigionie. Il trattamento riservato ai prigionieri di guerra era brutale e spesso si concludeva con la decapitazione.
I maya avevano anche un rituale che consisteva nel procurarsi delle piccole ferite su lingua e genitali onde raccogliere una quantità di sangue simbolo di rispetto e ringraziamento verso gli dei.  Il sangue offerto poteva essere raccolto su pezzi di carta dove veniva lasciato essiccare e poi bruciato per far giungere in cielo il proprio sacrificio attraverso il fumo.

### Armi e uniformi
L'atlatl era una lancia che veniva scagliata con potenza anche a decine di metri di distanza; veniva usata principalmente per la caccia. Venivano inoltre utilizzate cerbottane, mazze dotate di punte taglienti di ossidiana, asce, vari tipi di lancia e coltelli con lame di selce oppure ossidiana. L'utilizzo di archi e frecce non era particolarmente diffuso. I metalli, che la civiltà maya stava appena imparando a conoscere all'arrivo dei conquistadores, furono poco utilizzati.
Per quanto riguarda le armature, esistevano solo pochi tipi di elmo; gli scudi invece erano costituiti da vari strati di tessuto intrecciato oppure legno o pelle di animale e venivano variamente decorati. I comandanti degli eserciti maya erano soliti utilizzare un abbigliamento che intimidisse gli avversari e infondesse coraggio ai propri soldati: armature imbottite di cotone, mantelli con simboli religiosi ed elaborati copricapo in legno e tessuto simboleggianti forze mitologiche zoomorfe e lo spirito guerriero.

## Figura della donna

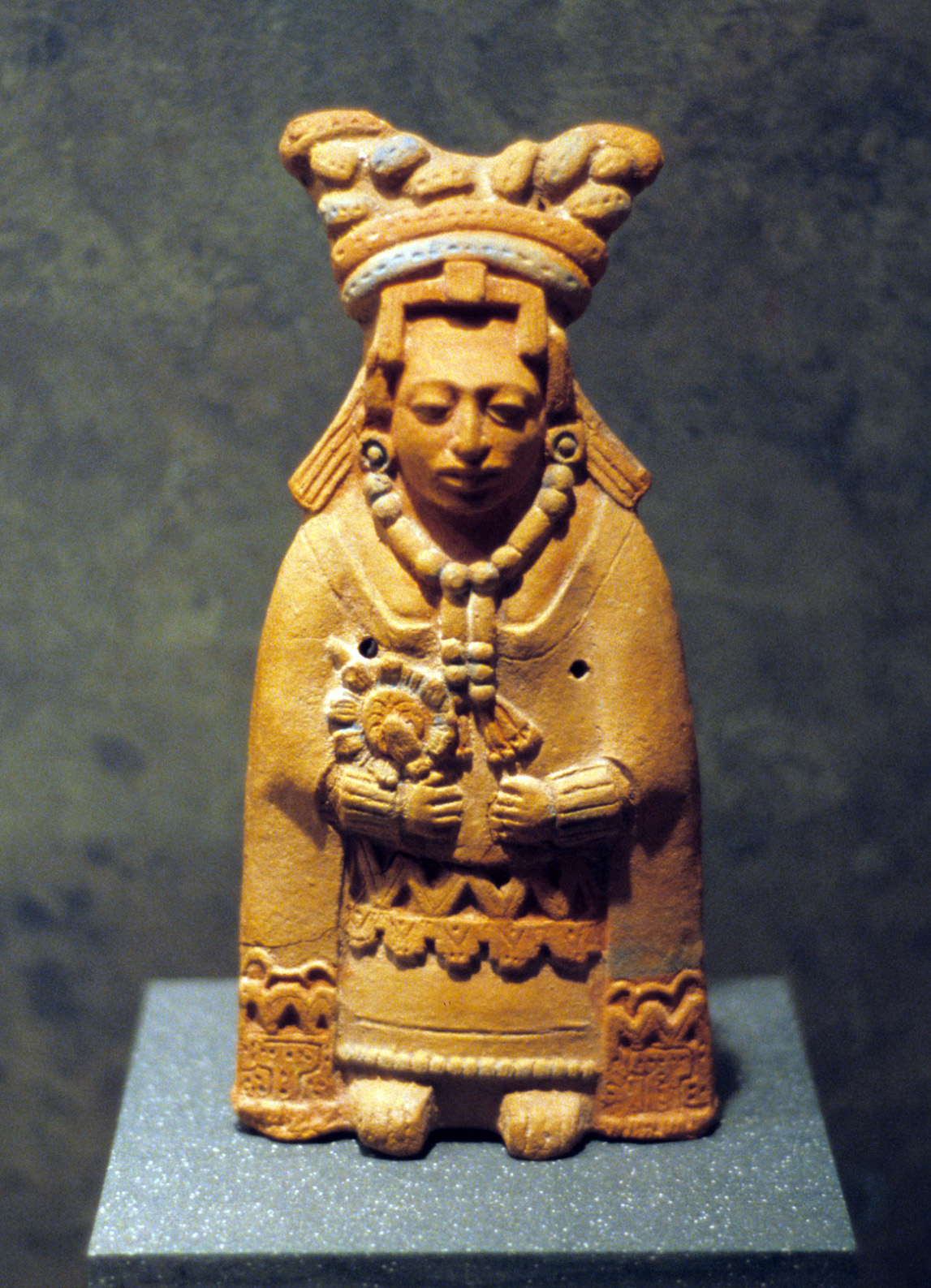
Figurina che rappresenta una donna aristocratica maya.

Dalle pitture, nelle sculture o semplicemente dalle iscrizioni nei geroglifici veniamo a conoscenza di oltre settanta donne aristocratiche Maya ma di poche si hanno dettagli biografici estesi. Solitamente queste donne maya sono mogli o soprattutto madri di re e regnanti i quali le citano, ad esempio, quando esse appartengano ad una stirpe di maggiore levatura rispetto a quella del marito o quando la linea materna sia più nobile e riconoscibile in generale. Waklahuntah Kabah Kawil, re di Copan, nomina la linea materna proveniente da Palenque e non la paterna. Pakal si riferisce alla propria madre Zac Kuk chiamandola Colomba Bianca (una divinità zoomorfa) e asserendo di aver ereditato da lei il trono nel 615 dopo 3 anni di governo della madre. Tuttavia non esistono monumenti che attestino un periodo di reggenza da parte di Zac Kuk. Sono davvero pochi i casi in cui figure femminili vengono nominate in quanto regine di grosse città e comunque sono reggenze ad interim, dopo la morte del proprio marito in attesa che il figlio maschio raggiunga un'età compatibile con il trono. Le donne maya erano dedite alla cura della casa, dei figli e alla preparazione degli alimenti tra cui il mais che era alla base dell'alimentazione. Le donne non aristocratiche talvolta aiutavano i mariti nel lavoro dei campi, tessevano e filavano il cotone e confezionavano gli abiti. Si recavano presso i mercati a vendere manufatti che esse stesse producevano come vasi e capi d'abbigliamento e ad acquistare ciò di cui avevano bisogno ma da sapere è che i Maya sacrificavano ragazzine alle divinità gettandole nello Xenote. Queste ragazze erano predestinate a morire fin dalla nascita. Appena nate le si pressava il cranio in modo da affusolarlo fino a farlo diventare a punta, poi le si fissava una pietra tra i 2 occhi e non gliela si toglieva fino a quando non diventava strabica. Poi le si levigarono i denti fino ad appuntirli dopodiché si incastonavano in essi pietre preziose. All'età di 14 anni venivano preparate e vestite con diamanti e venivano portate su un carro, seguite dal villaggio, allo Xenote dove venivano gettate e dove affogavano per via della pesantezza del vestito e perché non sapevano nuotare.

## Abbigliamento e decorazione del corpo
Il clima umido del centro America ha fatto sì che pochi esemplari di tessuto si conservassero fino ai nostri giorni in particolare alcuni reperti provenienti dai siti di Rio Azul e Chichen Itsa. L'iconografia su vasi, murales, sculture e codici fornisce però preziose informazioni per ricostruire le abitudini dei Maya.
Gli abiti erano ottenuti dal cotone proveniente dalle coltivazioni adiacenti ai villaggi. Il cotone veniva filato a mano con telai di cintura che tendevano l'ordito da un albero o da un altro punto fermo alla cintura della tessitrice. Si adoperavano coloranti vegetali (piante indigofere da cui si otteneva il color indaco) animali (cocciniglia e chiocciola purpurea per rosso e viola rispettivamente) e minerali (cinabro) sia per colorare le stoffe che per tingere i singoli fili, adoperati poi durante la tessitura per riprodurre con ricami vari disegni e decorazioni. Le stoffe così ottenute erano cucite assieme e avvolte attorno al corpo tramite fasce. I nobili e gli aristocratici utilizzavano copricapi sontuosi, abiti decorati come ad esempio le vesti cerimoniali, gioielli, decorazioni in ambra e madreperla, piumaggi.

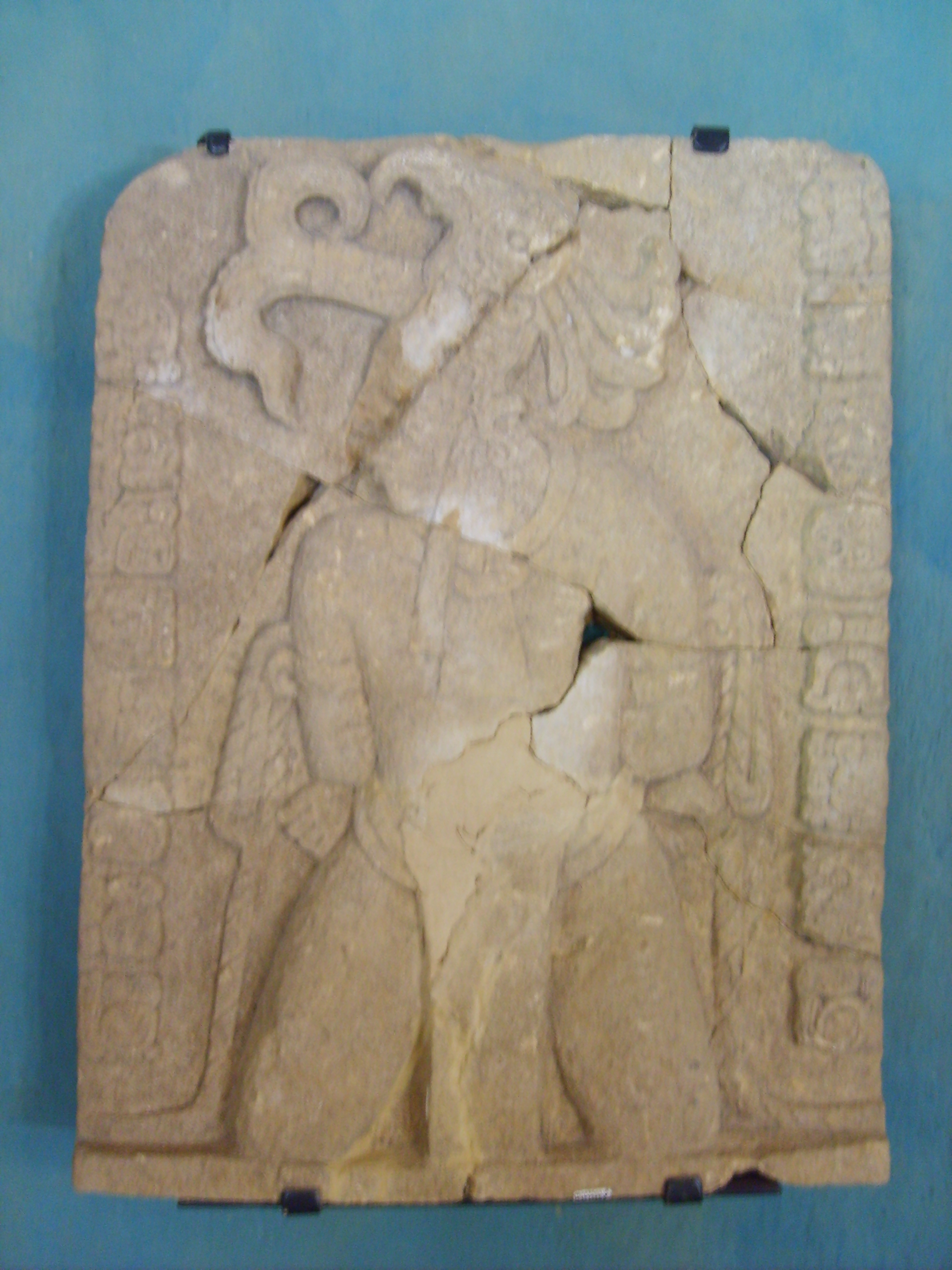
Bassorilievo raffigurante un prigioniero di guerra conservato al museo del sito archeologico di Toniná.

Nel periodo classico e postclassico gli uomini usavano il maxtatl ossia una lunga fascia di tessuto che cingeva ripetutamente fianchi e inguine simile ad un perizoma, che gli aristocratici abbellivano con piume e ornamenti; la faldilla che ricopriva il fondoschiena e la capa, una sorta di mantello annodato al collo o alle spalle e che i più poveri utilizzavano anche come coperta per la notte. Gli ornamenti delle classi più povere erano costituiti da anelli infissi al naso e alle labbra, orecchini di legno e di origine animale fatti ossa, denti e gusci di tartaruga. La differenza tra contadini e classi nobili risiedeva soltanto nella sfarzosità della decorazione degli indumenti e nell'uso da parte degli aristocratici di collane, pendenti in giada e madreperla e copricapo decorati come ad esempio quelli dei re e sacerdoti fatti di legno e pelle di giaguaro. Collari, cavigliere, braccialetti in giada, denti di animale e, in epoca tarda, in rame, completavano l'abbigliamento dei più ricchi.
Le donne utilizzavano l'huipil una sorta di blusa lunga e larga che talora scendeva fino alle cosce; quechquemitl, una specie di lungo cappuccio che copriva capo e il petto e la corte che era un pezzo di tela avvolto sui fianchi a mo' di gonna. I guerrieri adoperavano delle armature imbottite di cotone, i giocatori di palla utilizzavano piume colorate e ornamenti in pietra. Le calzature degli uomini e delle donne erano costituite da sandali di pelle intrecciata tenuti assieme da lacci di canapa.
Gli uomini portavano i capelli lunghi, spesso raccolti in trecce. La zona di cuoio capelluto adiacente alla fronte veniva bruciata in modo da far indietreggiare l'attaccatura dei capelli. I lunghi capelli delle donne venivano acconciati in diverse fogge a seconda dello stato sociale e dello stato coniugale. Tatuaggi colorati effettuati tramite aguzzi denti di animale e pitturazione della pelle erano ampiamente praticate soprattutto dalla vita in su. I sacerdoti in particolare si tingevano di azzurro maya, i guerrieri di nero e di rosso, le donne di rosso.

## Il gioco della pelota
Uno dei riti praticati dai sovrani, ma che ebbe un ruolo centrale nella religione maya di tutti i tempi, era il gioco della pelota. In molte città dell'epoca si trovavano campi da gioco, ubicati all'interno dei centri cerimoniali. Il significato religioso del gioco della pelota consiste nella rappresentazione della lotta tra elementi cosmici contrari. A volte viene simboleggiata l'opposizione del sole e della luna, del giorno e della notte; altre volte la lotta degli dei terrestri della morte contro gli dei celesti della vita. Il gioco era sempre vincolato agli astri e alla guerra sacra, per il suo significato di scontro tra elementi contrari. Il rituale veniva accompagnato da cerimonie di decapitazione, in cui raramente erano i giocatori a essere immolati. La testa, che veniva rappresentata concretamente dalla palla, durante alcune cerimonie di fertilità. Durante il momento della realizzazione del gioco si propiziava magicamente il movimento degli astri o era un rito d'iniziazione. Attraverso diverse partite al gioco della pelota contro gli dei della morte nel mondo sotterraneo, i Divini Gemelli raggiungono la loro apoteosi con la trasformazione in Sole e in Luna. Durante il periodo classico vengono rappresentate diverse divinità e numerosi sovrani, mentre durante il periodo post-classico il rito si secolarizzò, provocando la nascita di giocatori professionisti e di scommesse. Al momento non vi sono dati certi sulle regole del gioco, con il solo uso delle gambe, gomiti e fondoschiena, per segnare il punto/vincere dovessero far passare una specie di palla attraverso un anello di pietra posto in alto alla metà del campo da gioco. Alcuni studi sono arrivati alla conclusione che erano i vincitori ad essere decapitati, in quanto solo questi ultimi, i più forti/abili, erano "degni" di essere sacrificati agli dei.